# Riccardo Gallo
Riccardo Antonio Gallo Afflitto (Montevideo, 30 ottobre 1967) è un politico italiano. Dal 15 dicembre 2017 è deputato all'Assemblea regionale siciliana.

## Biografia
Inizia ad impegnarsi in politica con Forza Italia, e, in occasione delle elezioni Amministrative del giugno 2008, è eletto Consigliere provinciale ad Agrigento nella lista de Il Popolo della Libertà ottenendo 4.273 preferenze, e risultando il primo degli eletti. Nel corso della legislatura alla Provincia, è componente di due Commissioni permanenti. Nel frattempo costituisce un movimento politico, il "Patto per il territorio", mantenendolo ancorato alla coalizione di centro-destra e caratterizzandolo con un diretto e intenso radicamento nel territorio. Il "Patto per il territorio" si rivela determinante nella vittoria e nella elezione alle Amministrative della primavera del 2012 del sindaco di Agrigento, Marco Zambuto. Nell'ambito di Forza Italia è stato dirigente provinciale e regionale. Attualmente è vice coordinatore regionale del partito in Sicilia.
Riccardo Gallo è stato inoltre componente e consigliere della Giunta Camerale della Camera di Commercio di Agrigento, e componente della Giunta dell'Ups, l'Unione delle Province Siciliane.

### Elezione a deputato
Alle elezioni politiche del 2013 è eletto deputato della XVII legislatura della Repubblica Italiana nella circoscrizione Sicilia 1 per la lista del Popolo della Libertà in quota DC.
Il 16 novembre 2013, con la sospensione delle attività del Popolo della Libertà, aderisce a Forza Italia. .

### Deputato regionale siciliano (2017)
Alle elezioni regionali Siciliane del 5 novembre 2017 si candida all'ARS, come capolista di Forza Italia in provincia di Agrigento. È eletto deputato regionale con 7.340 preferenze. Per tale motivo il 17 gennaio 2018 si dimette per incompatibilità dalla carica di deputato nazionale, ed è sostituito da Giulio Tantillo.